# Investidura presidencial de Ronald Reagan en 1981

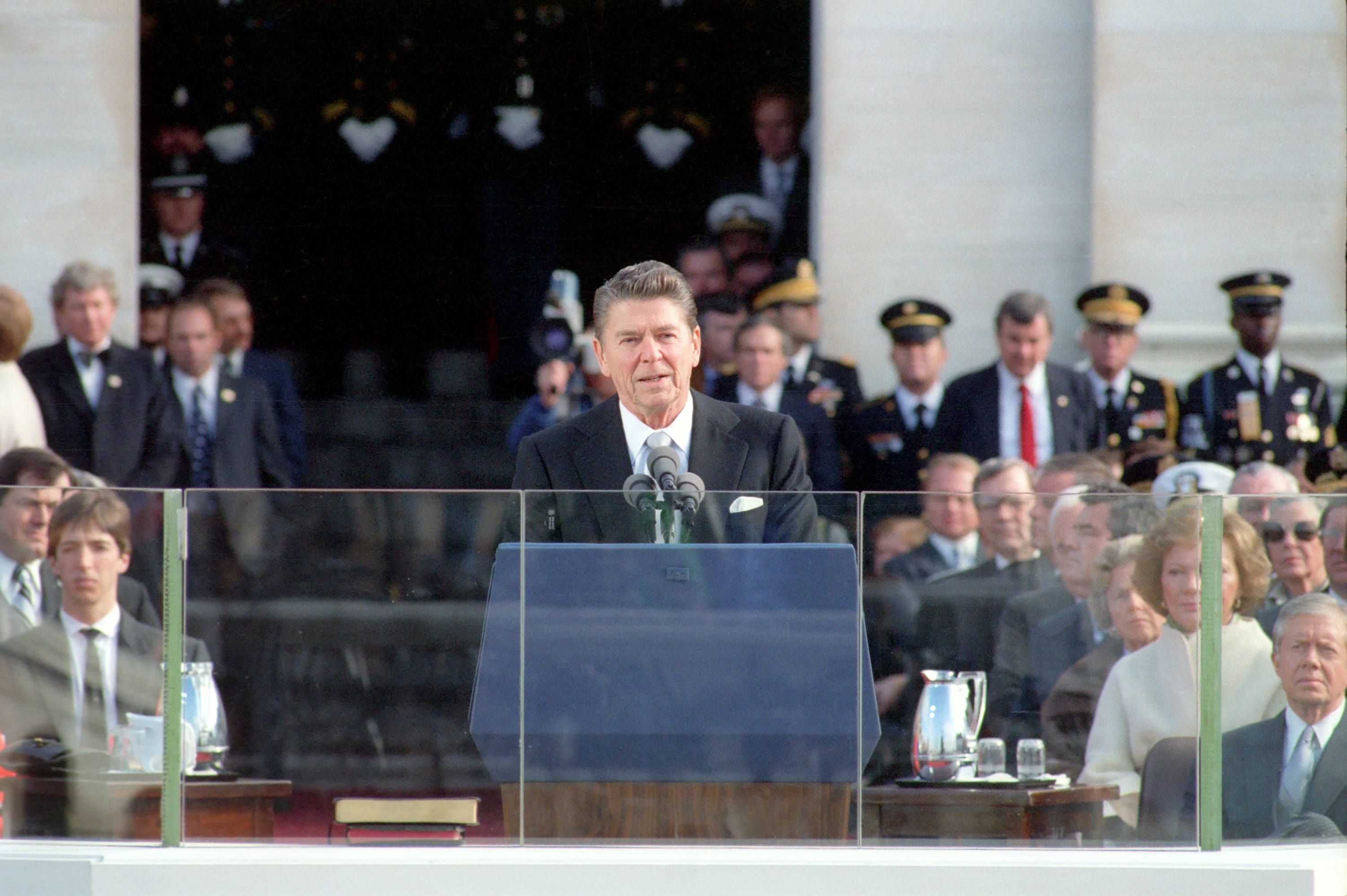
Reagan dando su discurso después de jurar.

La primera investidura presidencial de Ronald Reagan tuvo lugar el 20 de enero de 1981. El Presidente de la Corte Suprema de los Estados Unidos, Warren E. Burger, realizó el Juramento del cargo de Presidente de los Estados Unidos.

## Ceremonia
La investidura fue la primera que se celebró en el frente Oeste del Capitolio de los Estados Unidos. Esta decisión fue tomada en junio de 1980 por el Comité Mixto de Ceremonias de Apertura, en parte para ahorrar dinero, ya que el frente del Oeste se podría utilizar como base para la ceremonia de la plataforma, obviando la necesidad de construir una. Otro factor era la capacidad del Mall Nacional para dar cabida a más espectadores.

## Discurso
En el discurso de Ronald Reagan de 2.452 palabras, se explota la visión ofrecida por el frente Occidental, invocando el simbolismo de la presidencia, monumentos y el Cementerio Nacional de Arlington en la distancia. Cuando Reagan estaba dando el discurso, 52 rehenes estadounidenses en Irán fueron liberados, que habían estado retenidos durante los últimos 444 días.